# NEPOMUK
 (août 2023).
L'acronyme anglais NEPOMUK pour Network Environment for Personalized, Ontology-based Management of Unified Knowledge signifie littéralement Environnement réseau pour une gestion ontologique personnalisée de la connaissance unifiée.
Il s'agit de spécifications de logiciels libres servant de support au développement d'un environnement de bureau social et sémantique.
Actuellement, le premier projet utilisant NEPOMUK est NEPOMUK-KDE, introduit dans KDE 4.

## Fonctionnalités
- (en) WikiModel
- (en) RDF2Go